# Wilmington (Comtat de Greene)
Wilmington és una població dels Estats Units a l'estat d'Illinois. Segons el cens del 2000 tenia 120 habitants.

## Demografia
Segons el cens del 2000, Wilmington tenia 120 habitants, 44 habitatges, i 33 famílies. La densitat de població era de 58,6 habitants/km².
Dels 44 habitatges en un 31,8% hi vivien nens de menys de 18 anys, en un 59,1% hi vivien parelles casades, en un 13,6% dones solteres, i en un 25% no eren unitats familiars. En el 25% dels habitatges hi vivien persones soles l'11,4% de les quals corresponia a persones de 65 anys o més que vivien soles. El nombre mitjà de persones vivint en cada habitatge era de 2,73 i el nombre mitjà de persones que vivien en cada família era de 3,12.
Per edats la població es repartia de la següent manera: un 30,8% tenia menys de 18 anys, un 5,8% entre 18 i 24, un 29,2% entre 25 i 44, un 20,8% de 45 a 60 i un 13,3% 65 anys o més.
L'edat mediana era de 35 anys. Per cada 100 dones de 18 o més anys hi havia 88,6 homes.
La renda mediana per habitatge era de 33.750 $ i la renda mediana per família de 42.679 $. Els homes tenien una renda mediana de 25.938 $ mentre que les dones 24.375 $. La renda per capita de la població era de 14.670 $. Cap de les famílies i el 2,7% de la població estaven per davall del llindar de pobresa.

## Poblacions més properes
El següent diagrama mostra les poblacions més properes.